# Vida Milholland
Vida Milholland (17 de janeiro de 1888 – 29 de novembro de 1952) foi ativista pelos direitos das mulheres e irmã de Inez Milholland, uma das líderes do Partido Nacional da Mulher.

## Vida pessoal
Vida nasceu no Brooklyn em 1888. Seu pai, John Milholland, era um dos fundadores da Associação Nacional para o Progresso de Pessoas de Cor. Ela era a irmã mais nova da famosa sufragista Inez Milholland. Quando jovem era uma cantora soprano de concerto. Ela estudou no Vassar College, onde se destacou no atletismo e no teatro. Quando sua irmã morreu, em 1916, ela devotou o seu tempo ao sufragismo; ela passou três dias presa em 1917, e cantou todas as noites para suas companheiras.

## Sufrágio
Vida Milholland era uma sufragista ardente e membro ativo do Partido Nacional da Mulher, militante e aliada política de Alice Paul. Junto com sua irmã Inez, ela também era membro da College Equal Suffrage League (CESL; em português: Liga Universitária do Sufrágio Igual) do estado de Nova York.
Vida participou do protesto em frente à Casa Branca durante a Primeira Guerra Mundial, apoiando o sufrágio feminino. Em 1917, Milholland contou histórias do seu tempo na prisão ao lado de Dora Lewis e outras. Alva Belmont presidiu esta reunião. Em 1919 ela representou o partido na sua turnê "Prison Special" pelos Estados Unidos, na qual ela cantou em todas as reuniões.
Em uma conferência em 1921 em Washington, D.C., ela foi homenageada por sua participação no movimento sufragista.

## Morte
Vida Milholland morreu em Lewis, no Condado de Essex, no estado de Nova Iorque, em 29 de novembro de 1952.